# Wiktor Szyłowski
Wiktor Kostiantynowycz Szyłowski (ukr. Віктор Костянтинович Шиловський, ros. Виктор Константинович Шиловский, Wiktor Konstantinowicz Sziłowski; ur. 12 lipca?/25 lipca 1911 w Juzowka, zm. 25 października 1973 w Moskwie) – ukraiński piłkarz, grający na pozycji napastnika, trener piłkarski.

## Kariera piłkarska

### Kariera klubowa
W 1928 rozpoczął karierę piłkarską w drużynie juniorskiej Zakładu Metalurgicznego w Doniecku. Następnie w latach 1930-1932 występował w zespole Metalist Stalino. W 1933 bronił barw Dynama Stalino, a potem Dynama Dniepropetrowsk. W sierpniu 1934 przeszedł do Dynama Kijów, w którym występował do okupacji Kijowa. W 1940 pełnił funkcję kapitana drużyny. W okresie wojennym grał w drużynie Szkoły Wojsk Lądowych we Włodzimierzu oraz CDKA Moskwa. W 1945 bronił barw reprezentacji PGW. W 1947 zakończył karierę piłkarską w klubie Piszczewiku Moskwa.

### Kariera reprezentacyjna
Bronił barw reprezentacji Stalino (1930-1933), Donbasu (1931-1933), Dniepropetrowska (1934), Kijowa (1935-1940), Ukraińskiej SRR (1934-1939). W 1935 rozegrał 6 meczów nieoficjalnych w reprezentacji ZSRR, w których strzelił 2 gola.

## Kariera trenerska
Po zakończeniu kariery zawodniczej od 1948 prowadził Dzierżyniec Niżny Tagił oraz drużynę Sierpuchowa. W latach 1956–1959 pracował w sztabie szkoleniowym Dynama Kijów, a od stycznia 1957 do grudnia 1958 nawet prowadził kijowski klub. W 1967 trenował Saturn Ramienskoje. Potem pracował z juniorskimi drużynami z Moskwy i obwodu moskiewskiego. 25 października 1973 zmarł w wieku 62 lat.

## Sukcesy i odznaczenia

### Sukcesy klubowe
- wicemistrz ZSRR: 1936 (wiosna)
- brązowy medalista Mistrzostw ZSRR: 1937
- zdobywca Pucharu Ukraińskiej SRR: 1937, 1938

### Sukcesy indywidualne
- wybrany do listy 55 najlepszych piłkarzy ZSRR: Nr 3 (1938)

### Odznaczenia
- nagrodzony tytułem Mistrza Sportu ZSRR: 1958